# Токо ангольський
Токо ангольський (Tockus monteiri) — вид птахів родини птахів-носорогів (Bucerotidae).

## Опис
Довжина тіла — між 54 до 58 см. Характеризується білим черевом, чорною спиною, з білими плямами на крилах. Самиці менші, ніж самці і відрізняються бірюзовою шкірою обличчя. Очі чорні і дзьоб червоний. На відміну від інших представників родини, які є всеїдними, Токо ангольський живиться виключно комахами і іншими дрібними членистоногими.

## Поведінка
Мешкає в савані і посушливих районах Намібії.
Весною птахи мігрують на південь. В дощовий сезон відкладає від 3 до 5 сіруватих яєць, що вилуплюються через близько 45 днів. Гніздо будується на скелях або деревах. Ареал токо ангольського займає невелику площу від південного заходу Анголи до північно-західної та центральної Намібії із загальною чисельністю популяції 340,000 особин.